# Ampascachi
Ampascachi är en ort i Argentina.   Den ligger i provinsen Salta, i den norra delen av landet, 1 200 kilometer nordväst om huvudstaden Buenos Aires. Ampascachi ligger 1 211 meter över havet och antalet invånare är 185.
Terrängen runt Ampascachi är platt åt sydost, men åt nordväst är den kuperad. Runt Ampascachi är det mycket glesbefolkat, med 3 invånare per kvadratkilometer.. Närmaste större samhälle är Coronel Moldes, 9,4 kilometer nordost om Ampascachi.
I omgivningarna runt Ampascachi växer i huvudsak lövfällande lövskog.